# Anna Mucha

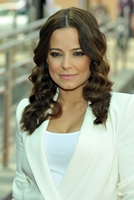
Anna Mucha

Anna Maria Mucha (* 26. April 1980 in Warschau, Polen) ist eine polnische Schauspielerin und Journalistin.

## Leben
Anna Mucha wurde in Warschau geboren. Nach ihrem Schulabschluss begann sie ein Studium am Institut für Angewandte Sozialwissenschaften der Universität Warschau. In den Jahren 2007 und 2008 studierte sie am Lee Strasberg Theatre and Film Institute in New York. Ihren ersten Auftritt hatte Anna Mucha als 10-Jährige in dem Film Korczak. Drei Jahre später stellte sie an der Seite von Miri Fabian in Schindlers Liste das Mädchen Danka Dresner dar. Es folgten mehrere Auftritte in Filmen und Fernsehserien. Seit 2003 ist sie mit Unterbrechungen in der Serie M jak miłość zu sehen. In der polnischen Variante der Fernsehshow Dancing with the Stars nahm sie zusammen mit Rafał Maserak im Jahr 2009 teil. Das Paar belegte im Finale der Show den ersten Platz.
2009 war sie in der polnischen Ausgabe des Playboys mit einer Fotoreihe vertreten.

## Filmografie

### Kinofilme
- 1990: Korczak
- 1991: Femina
- 1993: Przeklęta Ameryka
- 1993: Schindlers Liste
- 1995: Szczur
- 1996: Fräulein Niemand
- 1998: Młode wilki 1/2
- 2000: Chłopaki nie płaczą
- 2000: Zycie jako śmiertelna choroba przenoszona drogą płciową
- 2011: Och, Karol 2

### Fernsehfilme und -serien
- 1993: Frauen in Angst
- 1993: Kuchnia polska
- 1996: Matki, żony i kochanki
- 1998: Matki, żony i kochanki II
- 2001: Marszałek Piłsudski
- 2009: Teraz albo nigdy!
- 2010: Usta usta
- 2011: Prosto w serce
- 2003–2014: M jak miłość